# Viejas Locas (álbum)
Viejas Locas es el primer álbum del homónimo grupo de rock argentino Viejas Locas. Fue publicado y grabado por la discográfica PolyGram en 1995.
El álbum fue grabado en los estudios del SONAR entre los meses de abril y mayo del año 1995. Contó con la producción artística de Néstor Vetere y Amilcar Gilabert (quien también fue el técnico de grabación), mientras que Gastón Gilabert fue el asistente de grabación. Fue publicado en formato CD y casete.
Las fotografías estuvieron a cargo del fotógrafo de la banda, Roy Di Tursi. El diseño interior estuvo a cargo de Gabriela Gómez Giusto, quién realizó para cada canción una ilustración que la representase (posteriormente, la ilustración del ojo perteneciente a la canción "Intoxicado" fue utilizada por los seguidores de Viejas Locas y por el mismo grupo como el logo de la banda).
El corte promocional del álbum fue "Intoxicado", del cual se editó el primer videoclip de la banda. 
Durante 2004, la discográfica Universal lanzó a la venta la reedición del álbum, incluyendo la remasterización de las cintas originales, pero eliminando por completo el diseño artístico de la primera edición (conservando sólo la tapa del CD, tal como sucedió con muchos álbumes argentinos reeditados por la compañía).

## Listado de canciones
| N.º | Título                   | Escritor(es)  | Duración |  |
| 1.  | «Intoxicado»             | Pity Álvarez  | 3:14     |  |
| 2.  | «Nena me gustas así»     | Pity Álvarez  | 3:44     |  |
| 3.  | «Lo artesanal»           | Pity Álvarez  | 5:39     |  |
| 4.  | «Te empezás a chorrear»  | Pity Álvarez  | 4:54     |  |
| 5.  | «Tirado y enrollado»     | Sergio Toloza | 2:55     |  |
| 6.  | «Balada para otra mujer» | Pity Álvarez  | 4:34     |  |
| 7.  | «La simpática demonia»   | Pity Álvarez  | 4:00     |  |
| 8.  | «Botella»                | Fabián Crea   | 3:05     |  |
| 9.  | «Si todavía estás ahí»   | Pity Álvarez  | 4:35     |  |
| 10. | «Sacátelo»               | Sergio Toloza | 3:35     |  |
| 11. | «Tornillo eterno»        | Pity Álvarez  | 5:03     |  |
| 12. | «Eva»                    | Pity Álvarez  | 5:20     |  |

## Integrantes
- Cristian "Pity" Álvarez: Voz y guitarra.
- Sergio "Pollo" Toloza: Guitarra y coros.
- Fabián "Fachi" Crea: Bajo y coros.
- Abel Meyer: Batería.
- Juan "Juancho" Carbone: Saxos.
- Ezequiel "Peri" Rodríguez: Armónicas.